# Шептулин, Александр Петрович
Алекса́ндр Петро́вич Шепту́лин (3 января 1929 в дер. Новокрещено Пензенской области — 2 августа 1993) — советский философ-марксист, доктор философских наук (1967), профессор, специалист по онтологии и теории познания. 
Окончил Казанский юридический институт (1951) и аспирантуру ИФ АН СССР (1957), где в 1961 году стал старшим научным сотрудником, а в 1978—1985 годах заведовал сектором диалектической логики.

## Основные труды
- Диалектический материализм (учебное пособие). М., 1959, 1965.
- Диалектика единичного, особенного и общего. М., 1963
- Основные законы диалектики. М., 1966.
- Философия марксизма-ленинизма (учебное пособие). М., 1970.
- Категории диалектики. М., 1971.
- Диалектика единичного и общего. М., 1973.
- Диалектический материализм (учебное пособие). М., 1974.
- Диалектический материализм (учебное пособие для аспирантов). М., 1975.
- Диалектика принципов и законов в структуре научной теории. М., 1979.
- Диалектический метод познания. М., 1983.